# Vismarkt ('s-Hertogenbosch)
De Vismarkt, die ook de naam Lepelstraat draagt, is een straat in 's-Hertogenbosch met de sfeer van een plein. Tussen ca. 1400 en 1874 bevond de Vismarkt zich op de locatie waar sindsdien de Visstraat is.

## Geschiedenis
Al in de beginperiode van de geschiedenis van 's-Hertogenbosch werd een vismarkt gehouden. De eerste locatie is wellicht even buiten de Leuvense Poort, op de hoek van de Korte Waterstraat en de Hinthamerstraat. Al rond 1200 handelde men hier in vis. Omstreeks 1400 werd deze markt verplaatst naar de kop van de Binnenhaven, aan de westzijde van de stad.
De ligging vlak bij de Bossche Binnenhaven zorgde er in het verleden voor dat de Vismarkt ("Vischmarkt") de ideale plek was om vis te (ver)kopen. De Lepelstraat liep tot 1872 langs de Binnendieze (Vughterstroom) vanaf de Vismarkt naar de Uilenburg. De straat is vernoemd naar de lepel, een maat om graan te wegen, hetgeen er ook op wijst dat dit van oudsher een handelsstraat is.
In 1872 werd de Vughterstroom ter hoogte van de Lepelstraat overkluisd. Er werden twee kleine huisjes boven gebouwd, die nog steeds bestaan. Tevens werd er een overdekte visbank gebouwd, die in 1942 zou worden opgeheven en gesloopt. In 1874 ontstond dankzij de Vestingwet de mogelijkheid om de stad buiten de vesting uit te breiden. De verbinding naar de te bouwen stadsuitbreiding Het Zand en het station 's-Hertogenbosch moest via de Vismarkt lopen. Daartoe werd de Vismarkt omgebouwd tot straat (Visstraat) en werd de Vismarkt verplaatst naar de Lepelstraat. De officiële opening vond plaats op 13 februari 1974. Sindsdien draagt laatstgenoemde straat zowel de naam Lepelstraat als Vismarkt.

## Huidig gebruik
Tegenwoordig wordt er op de Vismarkt doorgaans geen vis meer verkocht. Het is een doorsteek van het station richting Uilenburg. Het beeld wordt gedomineerd door horecagelegenheden en enkele winkeltjes. Tussen twee horecavestigingen is een klein kapelletje met een Mariabeeld. Bij de bouw van een distilleerderij in 1825 werd er hier een Mariabeeld gevonden. Er kwam een kapelletje bij, en sinds 1866 werd de locatie opgenomen in de route van de jaarlijkse Maria omgang in mei. In 1977 werd het beeld door vandalen vernield. Het huidig Mariabeeld is een replica.